# Bioncourt
Bioncourt est une commune française située dans le département de la Moselle, en région Grand Est.

## Géographie
Le village est construit sur le pan sud-ouest d'une colline. C'était à l'origine un village-rue qui s'est développé en plan circulaire.
| Bey-sur-Seille Meurthe-et-Moselle  | Aboncourt-sur-Seille | Attilloncourt |
|                                    | Bioncourt            | Grémecey      |
| Brin-sur-Seille Meurthe-et-Moselle |                      | Attilloncourt |

### Écarts et lieux-dits
- Alincourt.
- Rhin de Bois

### Hydrographie
La commune est située dans le bassin versant du Rhin au sein du bassin Rhin-Meuse. Elle est drainée par la Seille, le ruisseau de Alaincourt, le ruisseau des Planches, le ruisseau des Vignes et le ruisseau Mazerulles.
La Seille, d'une longueur totale de 137,7 km, prend sa source dans la commune de Maizières-lès-Vic et se jette  dans la Moselle à Metz en limite avec Saint-Julien-lès-Metz, après avoir traversé 57 communes.

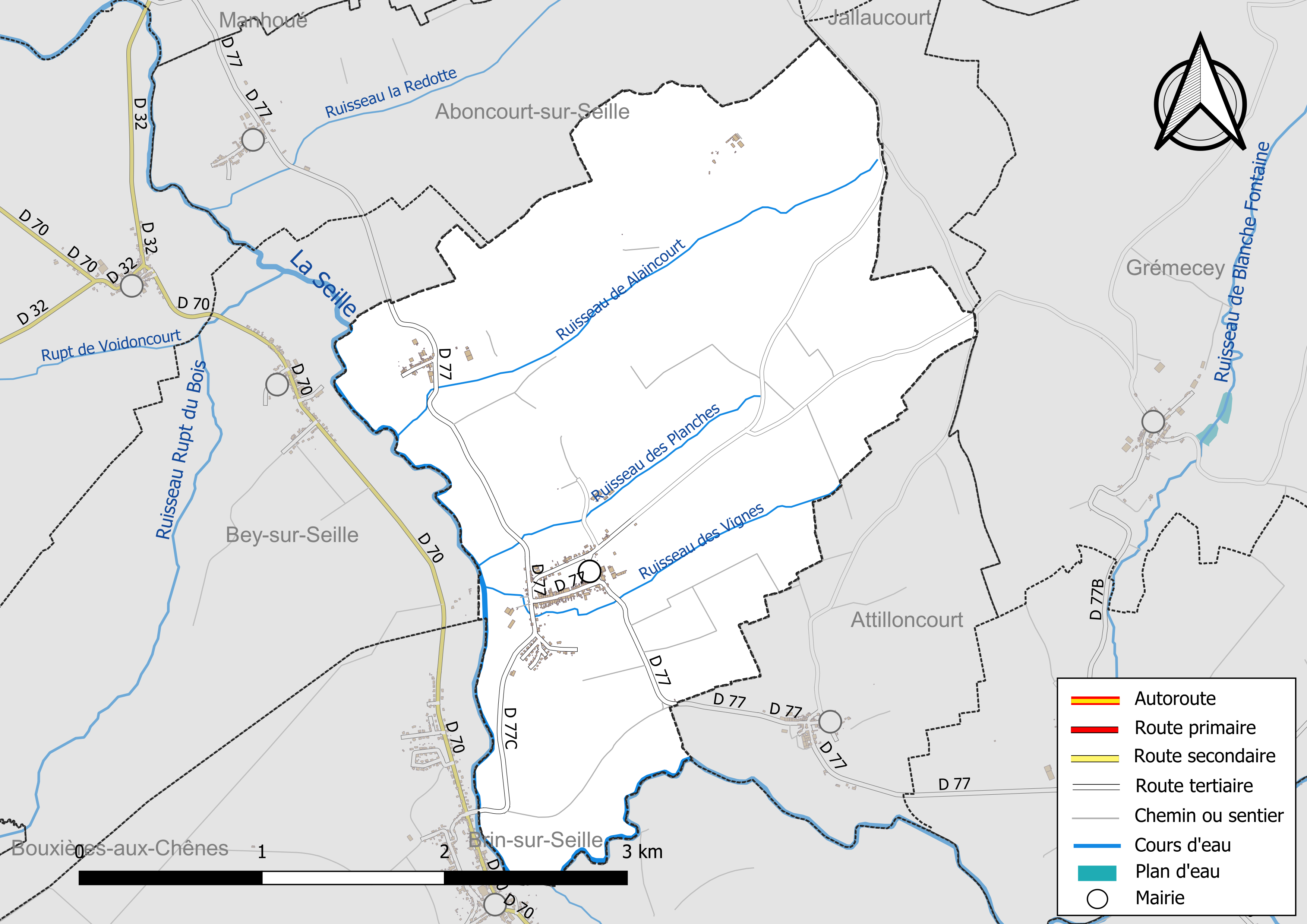
Réseaux hydrographique et routier de Bioncourt.

La qualité des eaux des principaux cours d’eau de la commune, notamment de la Seille, peut être consultée sur un site spécial géré par les agences de l’eau et l’Agence française pour la biodiversité.

### Climat
Pour des articles plus généraux, voir Climat du Grand Est et Climat de la Moselle.
En 2010, le climat de la commune est de type climat océanique dégradé des plaines du Centre et du Nord, selon une étude du Centre national de la recherche scientifique s'appuyant sur une série de données couvrant la période 1971-2000. En 2020, Météo-France publie une typologie des climats de la France métropolitaine dans laquelle la commune est exposée à un climat semi-continental et est dans la région climatique  Lorraine, plateau de Langres, Morvan, caractérisée par un hiver rude (1,5 °C), des vents modérés et des brouillards fréquents en automne et hiver. 
Pour la période 1971-2000, la température annuelle moyenne est de 9,7 °C, avec une amplitude thermique annuelle de 17 °C. Le cumul annuel moyen de précipitations est de 791 mm, avec 11,8 jours de précipitations en janvier et 9,3 jours en juillet. Pour la période 1991-2020, la température moyenne annuelle observée sur la station météorologique de Météo-France la plus proche, « Nancy-Essey », sur la commune de Tomblaine à 16 km à vol d'oiseau, est de 11,0 °C et le cumul annuel moyen de précipitations est de 746,3 mm. 
La température maximale relevée sur cette station est de 40,1 °C, atteinte le 24 juillet 2019 ; la température minimale est de −24,8 °C, atteinte le 21 février 1956,,. 
Les paramètres climatiques de la commune ont été estimés pour le milieu du siècle (2041-2070) selon différents scénarios d'émission de gaz à effet de serre à partir des nouvelles projections climatiques de référence DRIAS-2020. Ils sont consultables sur un site spécial publié par Météo-France en novembre 2022.

## Urbanisme

### Typologie
Au 1er janvier 2024, Bioncourt est catégorisée commune rurale à habitat dispersé, selon la nouvelle grille communale de densité à sept niveaux définie par l'Insee en 2022.
Elle est située hors unité urbaine. Par ailleurs la commune fait partie de l'aire d'attraction de Nancy, dont elle est une commune de la couronne,. Cette aire, qui regroupe 353 communes, est catégorisée dans les aires de 200 000 à moins de 700 000 habitants,.

### Occupation des sols
L'occupation des sols de la commune, telle qu'elle ressort de la base de données européenne d’occupation biophysique des sols Corine Land Cover (CLC), est marquée par l'importance des territoires agricoles (90,1 % en 2018), une proportion sensiblement équivalente à celle de 1990 (90,2 %). La répartition détaillée en 2018 est la suivante : 
prairies (47,7 %), terres arables (42,3 %), forêts (6,4 %), zones urbanisées (3,5 %). L'évolution de l’occupation des sols de la commune et de ses infrastructures peut être observée sur les différentes représentations cartographiques du territoire : la carte de Cassini (XVIIIe siècle), la carte d'état-major (1820-1866) et les cartes ou photos aériennes de l'IGN pour la période actuelle (1950 à aujourd'hui).

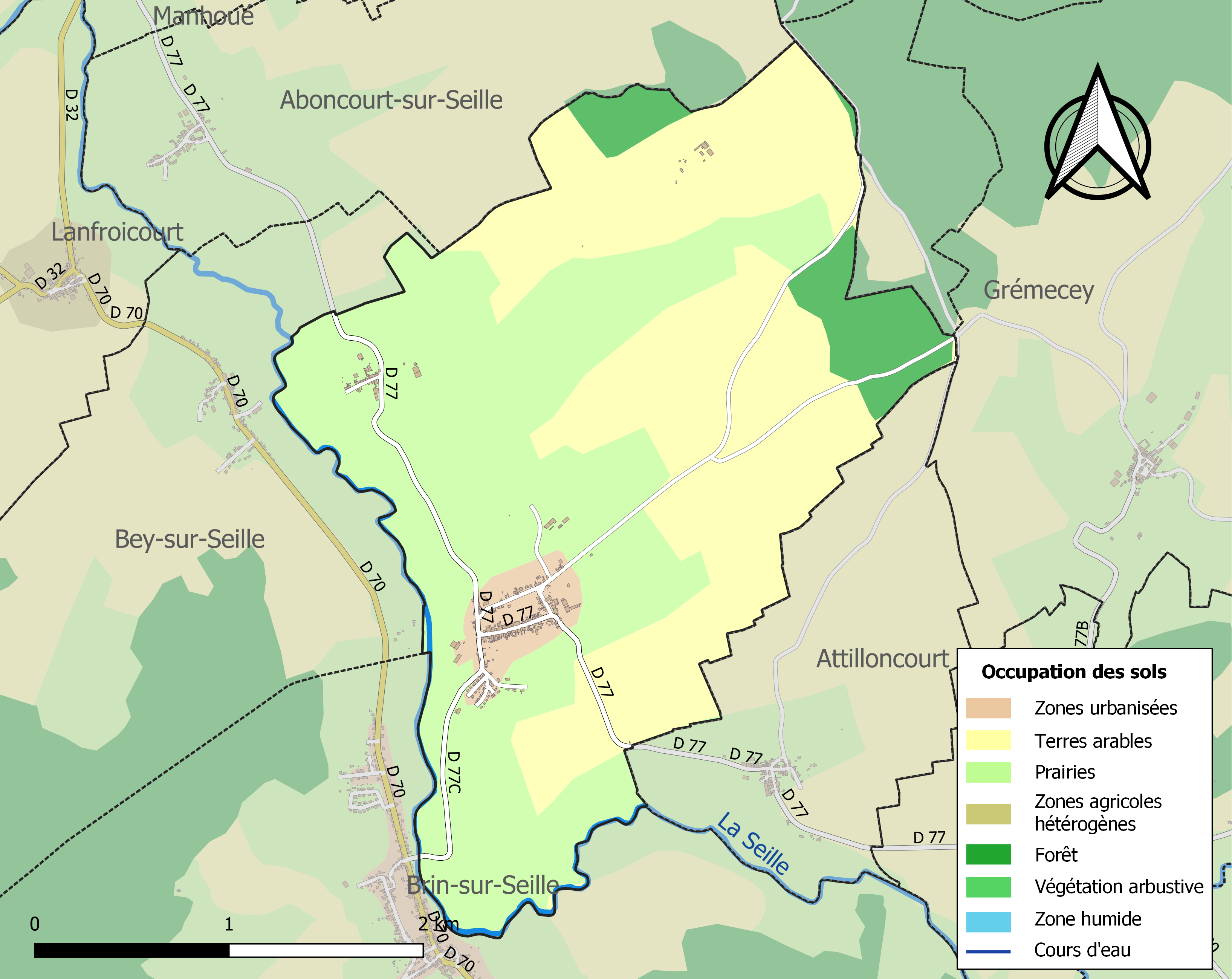
Carte des infrastructures et de l'occupation des sols de la commune en 2018 (CLC).

## Toponymie
Fréquemment rencontré dans les toponymes d'origine gallo-romaine et fortement calqué sur une construction germanique, le suffixe « -court » (bas latin curtis, latin cohorse) présume d'un domaine relevant d'une personnalité locale. La racine « Bion- » découlerait du nom propre d'un Gaulois (*Bios), latinisé en Bius ou d'un Germain appelé Bîdo. Selon les évolutions toponymiques attestées au fil du temps, on compte
- pour Bioncourt : Bionis curtis (933), Byoncort (1275), Biencort (1282), Byoncourt (1296), Bionshofen (1915-1918).
- pour Alincourt : Alincort (1180), Allincort (1252), Ailleincourt (1285)[16].

## Histoire
- La terre de Bioncourt, qui a donné son nom à une illustre famille de nom et d'armes depuis longtemps éteinte, passe dans maison de Guermange puis dans celle de Custines au XVIIe siècle[17].
- La seigneurie de Bioncourt est achetée en 1730 par la famille Catoire (anoblie en 1760 par charge de trésorier au bureau des finances de Metz) dont une branche en porte le nom et qui la revend en 1780.

## Politique et administration
| Période                                  | Période  | Identité                        | Étiquette | Qualité |
| ---------------------------------------- | -------- | ------------------------------- | --------- | ------- |
| Les données manquantes sont à compléter. |          |                                 |           |         |
| mars 2014 mars 2020                      | En cours | Christine Perrin Patrick Michel | / /       | / /     |

## Démographie
L'évolution du nombre d'habitants est connue à travers les recensements de la population effectués dans la commune depuis 1793. Pour les communes de moins de 10 000 habitants, une enquête de recensement portant sur toute la population est réalisée tous les cinq ans, les populations de référence des années intermédiaires étant quant à elles estimées par interpolation ou extrapolation. Pour la commune, le premier recensement exhaustif entrant dans le cadre du nouveau dispositif a été réalisé en 2007.

En 2022, la commune comptait 300 habitants, en évolution de −5,06 % par rapport à 2016 (Moselle : +0,52 %, France hors Mayotte : +2,11 %).
| 1793 | 1800 | 1806 | 1821 | 1831 | 1836 | 1841 | 1846 | 1851 |
| ---- | ---- | ---- | ---- | ---- | ---- | ---- | ---- | ---- |
| 356  | 364  | 398  | 386  | 416  | 500  | 502  | 515  | 510  |

| 1856 | 1861 | 1871 | 1875 | 1880 | 1885 | 1890 | 1895 | 1900 |
| ---- | ---- | ---- | ---- | ---- | ---- | ---- | ---- | ---- |
| 467  | 482  | 441  | 413  | 380  | 363  | 351  | 356  | 338  |

| 1905 | 1910 | 1921 | 1926 | 1931 | 1936 | 1946 | 1954 | 1962 |
| ---- | ---- | ---- | ---- | ---- | ---- | ---- | ---- | ---- |
| 350  | 316  | 258  | 245  | 252  | 256  | 284  | 258  | 223  |

| 1968 | 1975 | 1982 | 1990 | 1999 | 2006 | 2007 | 2012 | 2017 |
| ---- | ---- | ---- | ---- | ---- | ---- | ---- | ---- | ---- |
| 233  | 224  | 282  | 310  | 309  | 311  | 311  | 325  | 307  |

| 2022 | - | - | - | - | - | - | - | - |
| ---- | - | - | - | - | - | - | - | - |
| 300  | - | - | - | - | - | - | - | - |

## Culture locale et patrimoine

### Lieux et monuments
- Château de Bioncourt : à partir de 1808 le baron de Vincent fit construire un château, puis, après avoir pris sa retraite de diplomate, une nouvelle ferme, entre 1828 et 1832, et reconstruire la tour de Galvan en 1834[22] sur les restes d'un édifice plus ancien[23]. Ce bâtiment a été détruit pendant la guerre de 1939-1945.
- Mausolée du baron de Vincent (mort en 1834) dans le cimetière.
- Plusieurs fontaines en haut et en bas du village.
- Église Saint-Rémi de style néo-gothique construite après 1920 avec un monument à côté.

### Personnalités liées à la commune
- Jean-Batiste-Nicolas Catoire seigneur de Bioncourt qu'il acquit en 1730 et revendit en 1780.
- Jean-Batiste-Nicolas Catoire, écuyer, seigneur de la baronnie de Bioncourt, seigneur de Delme, Puzieux, Alincourt, fit des essais pour rendre la Seille navigable et flottable. Il remonta la rivière de Bioncourt à Dieuze avec une petite flottille (40 voiles de bois de chêne de 400 à 500 pieds de long) puis redescendit jusque Metz. Il réussit (avec beaucoup de difficultés), mais le débit et le niveau de l'eau étaient particulièrement favorables ce jour-là. Une foule d'autres mémoires et de projets de canaux ont été publiés depuis un siècle ; des propositions même ont été faites par des compagnies : mais à l'exception des travaux exécutés sur la Seille par Jean-Batiste-Nicolas Catoire de Bioncourt, aucun de ces projets n'a eu de suite.
- Nicolas-Charles, baron de Vincent et du Saint Empire, ambassadeur d'Autriche.

### Héraldique
| Blason de Bioncourt | Blason  | D'argent à la fasce d'azur. |
| Blason de Bioncourt | Détails | Trait bleu représentant le passage de la Seille entre un fond couleur argent, référence au plateau d'argent se situant dans le village. Le statut officiel du blason reste à déterminer. |

## Pour approfondir